# Carine Kraus
Carine Kraus (Luxemburg-Stad, 1949) is een Luxemburgs installatiekunstenaar, performancekunstenaar en kunstschilder.

## Leven en werk
Kraus studeerde aan de École cantonale des beaux-arts in Lausanne en de hogereschool voor vormgeving in Bazel, volgde lithografiecursussen in Trier en Urbino en woonde en werkte enige tijd in het Cité Internationale des Arts in Parijs. In 1972 won ze eerste prijzen voor zowel schilderkunst als lithografie bij de École cantonale, in 1994 ontving ze de Prix Marie Banégas.
Kraus maakt onder andere schilderijen, litho's, monotypes en installaties. Ze is lid van de Cercle Artistique de Luxembourg (CAL), de Lëtzebuerger Artisten Center (LAC) en het Geschellschaft für bildende Kunst Trier e.v. Op de Salon du CAL 2007 ontving ze met haar introducee Maria Steinmann de Prix de Raville. In 2013 en 2015 kreeg ze de Prix Grand-Duc Adolphe toegekend.

## Enkele werken
- 1988 facade van de Hall Omnisports, een sportcomplex in Bonnevoie